# Medal Obrony za Międzynarodową Służbę 1948–2009
Medal za Międzynarodową Służbę 1948-2009 (duń. Medalje for International Tjeneste 1948-2009, skr. Fsv.M.I.T. 48-09) – duńskie wojskowe odznaczenie ustanowione 1 września 2015, o charakterze pamiątkowym, komplementarne dla Medalu Obrony za Międzynarodową Służbę.
Medal nadawany jest przez Szefa Sił Zbrojnych (dosł. „Szefa Obrony”, dun. Forsvarschefen) przedstawicielom duńskiego personelu wojskowego i cywilnego za zasłużony międzynarodowy wkład dla Danii w latach 1948-2009. Mogą nim być nim nagradzani również inni Duńczycy i obcokrajowcy za szczególnie zasłużony międzynarodowy wkład dla Danii w analogicznym okresie. Wśród kryteriów przyznawania znajduje się też wymóg, że nagradzany wysiłek odbywał się w rejonie konfliktów lub katastrof poza granicami kraju, a służba trwała co najmniej 30 dni, co nie obowiązuje rannych lub poległych podczas niej. Okresy służby w latach 1948-2009 mogą być łączone z różnych misji czy operacji wojskowych, oprócz tych, za które nadane zostały osobne medale.
W duńskiej kolejności starszeństwa odznaczeń medal znajduje się obecnie (na listopad 2021) za Medalem Obrony za Międzynarodową Służbę, a przed Medalem Agencji Zarządzania Ratowniczego.
W przypadku nadań pośmiertnych medal wręczany jest najbliższym krewnym zmarłego.
Medal ma średnicę 30 mm, wykonywany jest z posrebrzanego metalu. Na awersie znajduje się główny motyw duńskiego herbu (trzy lwy kroczące w słup i dziewięć serc – podobnie jak dziewięć innych wojskowych medali). Na rewersie umieszczany jest wieniec dębowy, a w jego wnętrzu inskrypcja „UDSENDT FOR DANMARK 1948-2009” (pol. WYSŁANI DLA DANII 1948-2009).
Medal mocowany jest do czerwonej, wiązanej w pięciokąt wstążki z trzema białymi paskami, o szer. 4 mm każdy. 
Formę medalu wykonał medalier Jan Petersen.
Łącznie odznaczono tym medalem około 30 tys. osób spośród zaproszonych na główną paradę odznaczeniową 32 tys. weteranów lub, w przypadku osób już nieżyjących, ich najbliższych członków rodziny (można było także wybrać otrzymanie medalu pocztą lub odmówić odbioru odznaczenia).